# Eye Cue
Eye Cue is een muziekduo uit Noord-Macedonië.

## Biografie
Eye Cue werd in 2007 opgericht door Bojan Trajkovski en Marija Ivanovska. In 2010 werd een eerste single uitgebracht. Begin 2018 werd Eye Cue intern geselecteerd om Macedonië te vertegenwoordigen op het Eurovisiesongfestival 2018, dat gehouden werd in de Portugese hoofdstad Lissabon. Daar trad Eye Cue aan met het nummer Lost and found. Eye Cue eindigde als achttiende en voorlaatste, hetgeen de uitschakeling betekende. Na afloop van het Eurovisiesongfestival kreeg Eye Cue nog de Barbara Dex Award voor slechtst geklede act op het festival.
1998: Vlado Janevski · 
2000: XXL · 
2002: Karolina · 
2004: Toše Proeski · 
2005: Martin Vučić · 
2006: Elena Risteska · 
2007: Karolina · 
2008: Tamara, Vrčak & Adrian Gaxha · 
2009: Next Time · 
2010: Gjoko Taneski · 
2011: Vlatko Ilievski · 
2012: Kaliopi · 
2013: Esma & Lozano · 
2014: Tijana Dapčević · 
2015: Danijel Kajmakoski · 
2016: Kaliopi · 
2017: Jana Burčeska · 
2018: Eye Cue · 
2019: Tamara Todevska · 
2021: Vasil · 
2022: Andrea